# Андреас (принц Саксен-Кобург-Готский)
Андреас, принц Саксен-Кобург-Готский, герцог Саксонский (полное имя — Андреас Михаэль Фридрих Ханс Армин Зигфрид Хубертус) (нем. Andreas Prinz von Sachsen-Coburg und Gotha;  21 марта 1943, Казель-Гольциг, Луккау — 3 апреля 2025, Кобург) — глава герцогского дома Саксен-Кобург-Гота (1998—2025).

## Биография

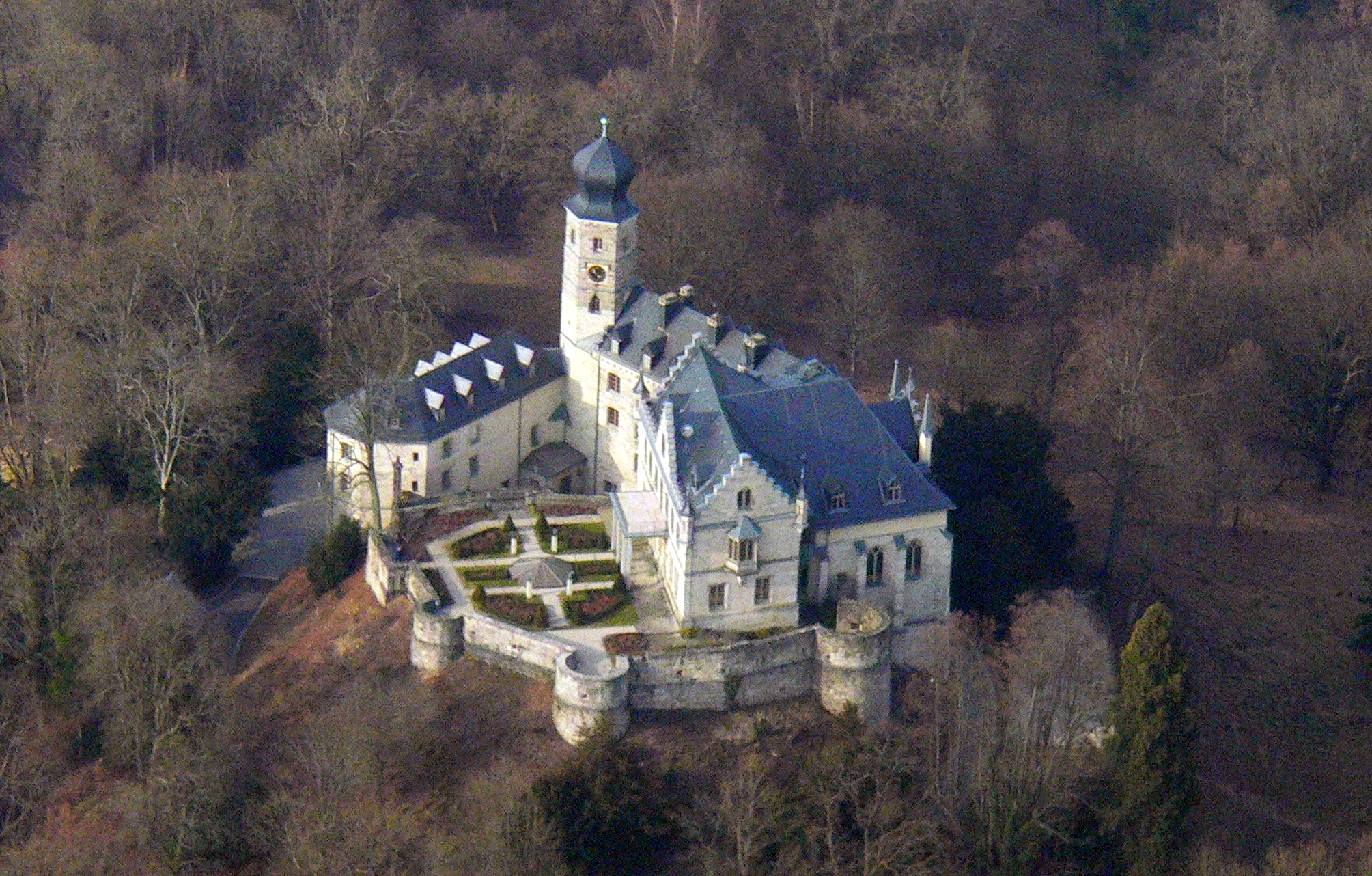
Замок Калленберг, Кобург, Бавария, Германия

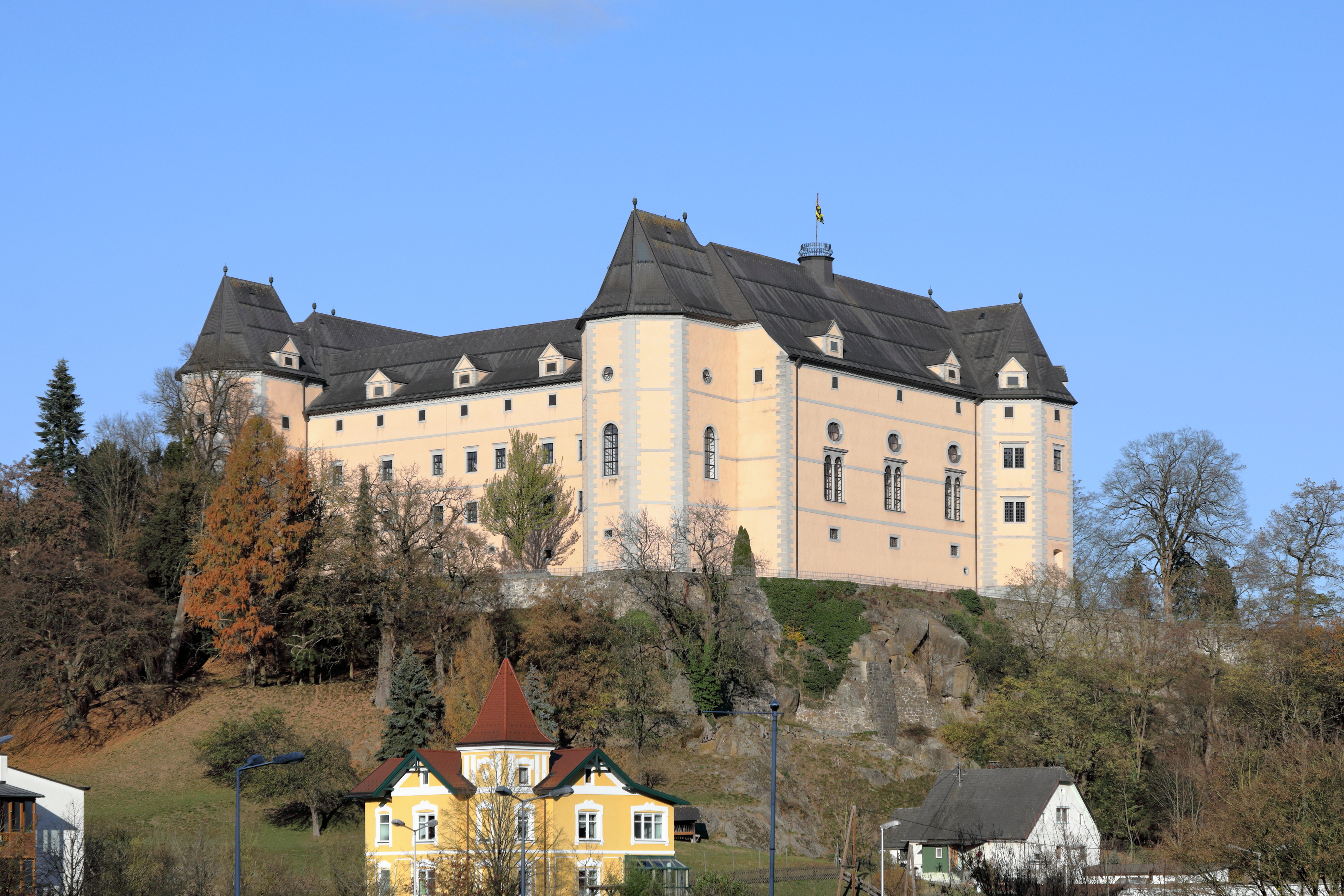
Грайнбург, Грайн, Верхняя Австрия, Австрия

Принц Андреас родился в замке Казель в Нижней Лужице (земля Бранденбург). Единственный сын принца Фридриха Иосии Саксен-Кобург-Готского (1918—1998), главы дома Саксен-Кобург-Гота (1954—1998), и его первой супруги, Виктории Луизы Сольмс-Барутской (1921—2003). Внук Карла Эдуарда (1884—1954), последнего правящего герцога Саксен-Кобург-Готского (1900—1918). Родители Андреаса развелись в 1946 году. В 1949 году он переехал в Новый Орлеан в США, где провел своё детство с матерью и её вторым мужем Ричардом Уиттеном.
6 марта 1954 года после смерти своего деда Карла Эдуарда принц Андреас стал наследником герцогского дома Саксен-Кобург-Гота, который возглавил его отец Фридрих Иосия. С 16 лет он совершал регулярные поездки в Германию в рамках подготовки к будущей роли в качестве главы герцогского дома. В 1965 году принц Андреас перебрался в Германию. С 1966 по 1968 год он проходил военную службу в Armoured Reconnaissance Battalion 6 в Ойтине (земля Шлезвиг-Гольштейн). После прохождения военной службы принц Андреас учился на лесопромышленника в Гамбурге (1969—1971).
В 1996—2002 годах принц Андреас Саксен-Кобург-Готский был членом городского совета Кобурга от партии ХСС. В 1997 году он был одним из патронов Баварской земельной выставки под названием «Ein Herzogtum und viele Kronen — Coburg in Bayern und Europa».
С 2011 года страдал от болезни Паркинсона.
Скончался 3 апреля 2025 года в Кобурге в возрасте 82 лет.

## Глава дома
23 января 1998 года после смерти своего 79-летнего отца Фридриха Иосии Андреас стал главой герцогского дома Саксен-Кобург-Гота и титулярным великим герцогом Саксен-Кобург-Готским. В 2006 году принц Андреас создал Орден Саксен-Кобург-Готского дома, который был основан на Ордене угасшего Саксен-Эрнестинского дома.
Принц Андреас Саксен-Кобург-Готский является двоюродным братом короля Швеции Карла XVI Густава. Также он крестный отец принцессы Мадлен, герцогини Гелсингландской и Гестрикландской, второй дочери Карла XVI Густава.
Принц Андреас — являлся владельцем замка Калленберг в Кобурге и замка Грайнбург в Грайне (Австрия), а также управлял семейной собственностью (поместьями, фермами, лесами и недвижимостью).

## Брак и дети
31 июля 1971 года в Гамбурге принц Андреас Саксен-Кобург-Готский женился на Карине фон Дабельштейн (16 июля 1946 — 11 ноября 2023), дочери промышленника Адольфа Вильгельма Мартина фон Дабельштейна и Ирмы Марии Маргареты Калльсен. Их брак считался неравным, но был признан законным его отцом Фридрихом Иосией. У супругов было трое детей, которые унаследовали герцогские титулы и стили:
- Стефания Сибилла Саксен-Кобург-Готская (род. 31 января 1972, Гамбург). С 2018 года замужем за Яном Шталем (род. 1968). Детей у них нет.
- Хубертус Михаэль Саксен-Кобург-Готский (род. 16 сентября 1975, Гамбург), преемник отца
- Александр Филипп Саксен-Кобург-Готский (род. 4 мая 1977, Кобург), не женат. Детей нет.

## Награды
- Саксен-Кобург-Готский дом: Большой Крест Саксен-Кобург-Готского дома[7][8][9]
- Швеция: Медаль в честь 70-летия короля Карла XVI Густава (30 апреля 2016 года)[10].